# 意識社區
意識社區（英語：Intentional community），又譯為共識社區、意願性社區、意向社群，一種社區聚落，根據團體凝聚力與團隊合作而形成。這類型的社區居民，通常擁有類似的社會、政治、宗教和靈性的理念，以另類生活方式共同生活。這類型的社區中，其居民通常擁有共同財產與社區責任，居住在共同住宅中。每個意識社區形成的意識型態不盡相同，許多社區是為了追求生態永續，形成生態村。